# Burlington (Colorado)
Burlington è un centro abitato (city) degli Stati Uniti d'America, capoluogo di contea della contea di Kit Carson dello Stato del Colorado. Nel censimento del 2000 la popolazione era di 3.678 abitanti.
Qua nacque il regista Robert P. Kerr.

## Geografia fisica
Secondo i rilevamenti dell'United States Census Bureau, Burlington si estende su una superficie di 5,4 km².